# Butzensee (Bodelshausen)
Der Butzensee ist ein rund ein Hektar großer, naturnaher See. Er gehört zur Gemeinde Bodelshausen im Landkreis Tübingen und liegt am Ortseingang an der Ausfahrt der Bundesstraße 27. 

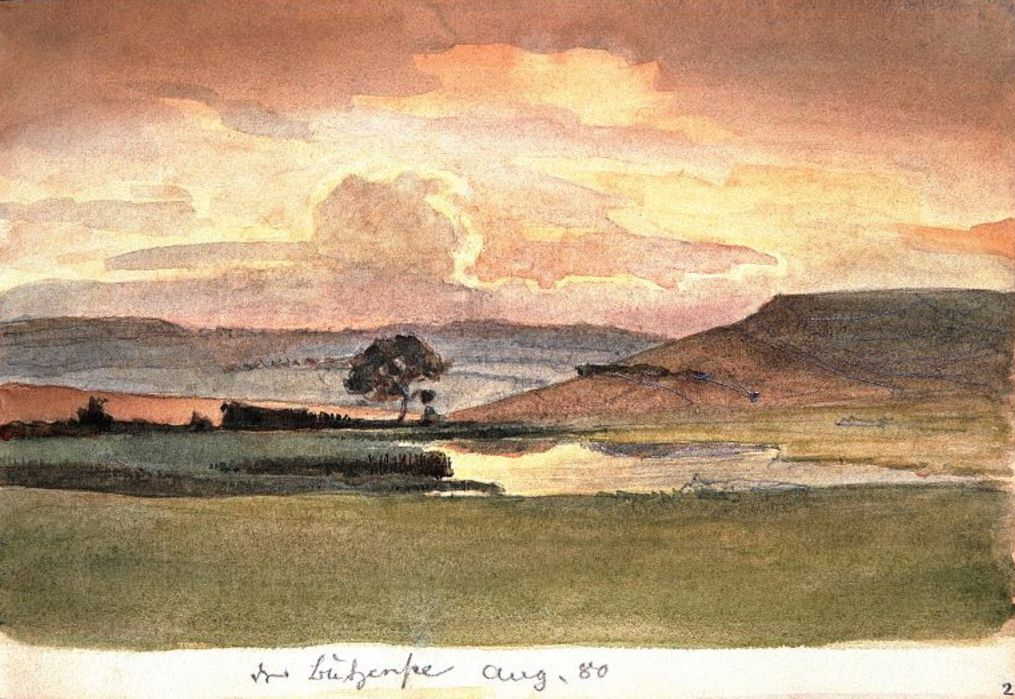
Butzensee bei Bodelshausen 1880, Aquarell von General Eduard von Kallee

Der Butzensee ist eine landschaftliche Besonderheit und ein wertvolles Biotop, da er in dem ihn umgebenden Schilfgürtel verschiedenen bedrohten Vogelarten Nistgelegenheiten bietet.
Der Butzensee war in vergangenen Zeiten einmal der größte Voralbsee von Württemberg, wurde aber später aus landwirtschaftlichen Gründen und zwecks Straßenbau in seiner Fläche immer weiter reduziert. Gespeist und entwässert wird der See vom Mühlbach, einem Oberlauf des Krebsbachs.
Bis weit in das 20. Jahrhundert hinein diente er der ortsansässigen Brauerei als Eislieferant.